# Doleschallia scapus
Doleschallia scapus är en fjärilsart som beskrevs av Hans Fruhstorfer 1912. Doleschallia scapus ingår i släktet Doleschallia och familjen praktfjärilar. Inga underarter finns listade i Catalogue of Life.